# St.-Mauritius-Kirche (Hemsbach)

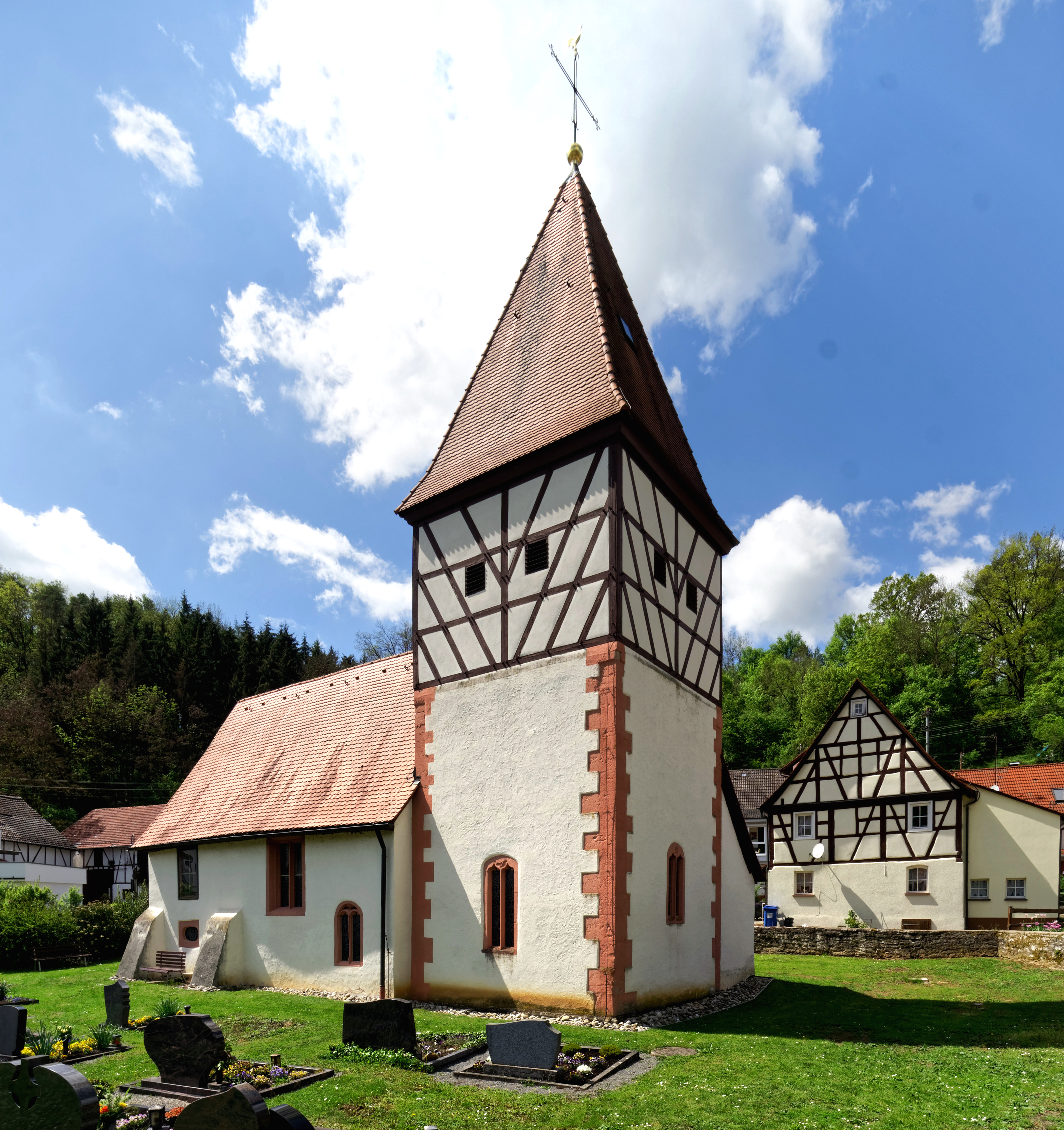
St.-Mauritius-Kirche in Osterburken-Hemsbach

Die Kirche St. Mauritius in Hemsbach, einem Ortsteil von Osterburken im nordöstlichen Baden-Württemberg, ist eine ehemalige Wallfahrtskirche, die bereits 1281 erstmals urkundlich erwähnt wurde. In der denkmalgeschützten Kirche sind Wandmalereien aus dem 14. und 15. Jahrhundert erhalten.

## Geschichte
Die Ursprünge der Kirche St. Mauritius in Hemsbach sind weitgehend unbekannt. Die Kirche befindet sich nahe dem Rimschbach und lag einst vermutlich sogar auf einer von zwei Bacharmen ausgebildeten Insel, so dass die Kirche bzw. ihre Vorgängerbauten an der Stelle eines uralten Wasserheiligtums errichtet sein könnten. Es wird weiterhin angenommen, dass in Hemsbach bereits zur Zeit seiner ersten urkundlichen Erwähnung im Jahr 837 eine Kapelle bestand. Da 1239 ein abgegangenes Dorf „Vustenheimesbach“ erwähnt wird, ist jedoch unklar, ob das heutige Dorf Hemsbach mit dem im Jahr 837 genannten identisch ist oder ob nicht vielmehr das heutige Hemsbach eine Ortsneugründung zwischen dem 10. und 12. Jahrhundert nahe der damals in irgendeiner Form schon bestehenden heutigen Mauritiuskirche ist.
Die erste gesicherte Erwähnung der Kirche erfolgte im Jahr 1281. Untersuchungen am Bauwerk zufolge soll der Turm bereits damals bestanden haben. Das Kirchenschiff dagegen hatte noch eine kleinere Grundfläche als heute und hat erst durch Erweiterung im 14. Jahrhundert seine heutige Größe von 9,40 × 5,40 m erreicht. Erste schriftliche Hinweise auf die Wallfahrt nach Hemsbach datieren ebenfalls auf das 14. Jahrhundert.
Die Kirche ist dem hl. Mauritius geweiht, jedoch wurden dort auch die namenlosen Drei Jungfrauen verehrt, deren Ursprung noch heidnischer Natur ist, die später dann jedoch christliche Auslegung erfahren haben. Bereits zu römischer Zeit im 2. Jahrhundert n. Chr. wurden Matronen bei Seuchen um Hilfe angerufen. Nachgewiesene Baumaßnahmen an der Kirche aus den Jahren 1348/49 und 1611 stehen ebenfalls im Zusammenhang mit dem Dank für überstandene Pest-Epidemien, so dass die Wallfahrt nach Hemsbach und die dortige Verehrung der „Drei Jungfrauen“ im Zusammenhang mit der Pest stehen könnte. 1594 wird der Altar der „Drei Jungfrauen“ erwähnt. Auf dem Altar sollen sich drei Statuen befunden haben, die in Kleider aus Kattun gewandet waren. Aus der zweiten Hälfte des 17. Jahrhunderts ist ein Brief des Pfarrers Link erhalten, der die Wallfahrt nach Hemsbach bis zum Aufkommen der Wallfahrt zum Blutwunder von Walldürn als die berühmteste weit und breit bezeichnet. Aus der Zeit zwischen 1650 und 1666 sind mehrere Rechnungen erhalten, die eine Wallfahrt am Pfingstdienstag belegen, wobei Lein und Flachs als Opfergaben aufgeführt werden.
1656 ging die Pfarrei vom würzburgischen Landkapitel Odenwald zum mainzischen Landkapitel Taubergau über. Im 18. Jahrhundert wurde die Wallfahrt auf den Pfingstmontag gelegt. Zu dieser Zeit soll sich unter dem bereits damals als „sehr alt“ beschriebenen Altartisch der „Drei Jungfrauen“ eine Art Tunnel zum Chor befunden haben, von dessen Durchkriechung sich die Wallfahrer Heilung von Rückenschmerzen versprachen. Der Altar wurde daher auch als „Schlupfaltar“ bezeichnet. Das Behängen des Altars mit Haarzöpfen sollte gegen Kopfweh helfen, abgeschnittene Späne von einem hinter dem Altar aufgestellten Stock gegen Zahnschmerzen.
1756 wurde auf Anordnung von Dekan Schaffgen der Schlupfaltar vermauert sowie Haarzöpfe und Stock entfernt. In den Folgejahren kam es zu mehreren Kontroversen bezüglich der Wallfahrt bzw. der Verehrung der Jungfrauen, die von Seiten des Bistums angefeindet wurden, jedoch aufgrund ihres Alters und ihrer angestammten Verwahrung vorerst in der Kirche bleiben durften.
Im 19. Jahrhundert wurden Wallfahrten im Großherzogtum Baden verboten. Wie andernorts auch wurden die Jungfrauenstatuen aus Hemsbach vermutlich zerstört.
Die Kirche musste im Laufe der Geschichte mehrfach repariert und saniert werden. Grund für viele Schäden war die nahe Lage am Wasser, wodurch beständig Feuchtigkeit im Kircheninneren herrschte. 1845 forderte das Vogtgericht die Trockenlegung der Kirche, jedoch war das damals 108 Einwohner zählende Dorf außerstande, die benötigten Kosten zu übernehmen, so dass die dringende Sanierung mehrere Jahrzehnte unterblieb. Das Großherzogliche Amt in Adelsheim drängte unter Androhung der Kirchenschließung im April 1885 auf eine Sanierung binnen drei Monaten, die jedoch auch unterblieb. In Osterburken hatte derweil Pfarrer Christophl den Abriss der Kirche zu propagieren und Geld für einen Neubau zu sammeln begonnen. Da er die gesammelten Spenden ausschließlich für einen Neubau bereitstellen wollte, verkam die Mauritiuskirche weiterhin. Im Winter 1889 wurde die Kirche im Winter wegen Einsturzgefahr gesperrt. Während weiter für einen Neubau gesammelt wurde und das Für und Wider eines Abrisses der Kirche erwogen wurde, ließ das Erzbischöfliche Bauamt 1891 den Umbau einer maroden Seitenwand veranlassen, um wenigstens das Auseinanderbrechen der Wände zu verhindern. Trotz fortgesetzten Spendenaufrufen konnte in den Folgejahren nicht genügend Geld für einen Neubau gesammelt werden, so dass die baufällige Kirche bis auf weiteres erhalten blieb. Die Inflation zu Beginn der 1920er Jahre mit dem einhergehenden Verlust des Neubau-Stiftungskapitals machte den Abriss- und Neubauplänen letztlich ein Ende.
Mit Mitteln des Konservatoriums der kirchlichen Denkmäler wurde die Kirche unter Federführung von Pfarrer Gebert aus Osterburken im Jahr 1937 schließlich außen renoviert. Das Heidelberger Bauamt umschrieb das Ergebnis der Fassadenarbeiten jedoch als „weder technisch noch künstlerisch befriedigend“ und Konservatoriums-Prälat Sauer schrieb sogar: „Wahre Orgien haben sich in dem Anstrich entfaltet. Rosarote Stein- und Quaderfassungen stehen neben dem Blaugrün der Rinne und dem Braunrot der Türen und des Stiegenaufgangs. Eine derartige Instandsetzung ist eine Schande für das ganze Land“.
Bevor Pfarrer Gebert auch eine Innenrenovierung nach seinem Gutdünken durchführen konnte, wurde der Würzburger Stuckateur und Kunstmaler Andreas Menna als Sachverständiger und Verantwortlicher für eine fachgerechte Renovierung eingesetzt, die in den Jahren 1940 bis 1942 stattfand. Bei der Renovierung unter Menna wurden die im 17. Jahrhundert übermalten mittelalterlichen Wandmalereien freigelegt und gegen anfänglichen Widerstand der Gemeinde die nachträglich auf die halbe Raumfülle ausgeweitete Empore auf ihr ursprünglich schmäleres Maß zurückgeführt. Außerdem wurde ein neuerer Anbau abgerissen sowie die Altarmadonna restauriert.
1958 wurde Hemsbach eine Filialgemeinde der katholischen Kirchengemeinde Adelsheim. Der Adelsheimer Pfarrer Blank beantragte 1962 die abermalige Instandsetzung der inzwischen unter Denkmalschutz stehenden Kirche, bei deren Verlauf in den Jahren 1963 bis 1966 weitere historische Malschichten im Inneren freigelegt und durch den Künstler Valentin Peter Feuerstein restauriert wurden. Bei dieser Renovierung wurden ebenfalls die Altäre überarbeitet und neu zusammengestellt. Im Chor kam ein neuer Konsekrationsaltar aus rotem Mainsandstein zu stehen. Im Jahr 1968 wurde die 1844–1845 von Carl Göller (Tauberbischofsheim) gebaute und auf der Empore befindliche Orgel renoviert. 1975/76 wurden weitere Restaurierungsmaßnahmen durchgeführt. 2002 wurde unter Vorsitz von MdL Peter Hauk der Förderverein St. Mauritius Hemsbach e.V. gegründet, der weitere Restaurierungen ideell und finanziell unterstützt.

## Wandmalereien

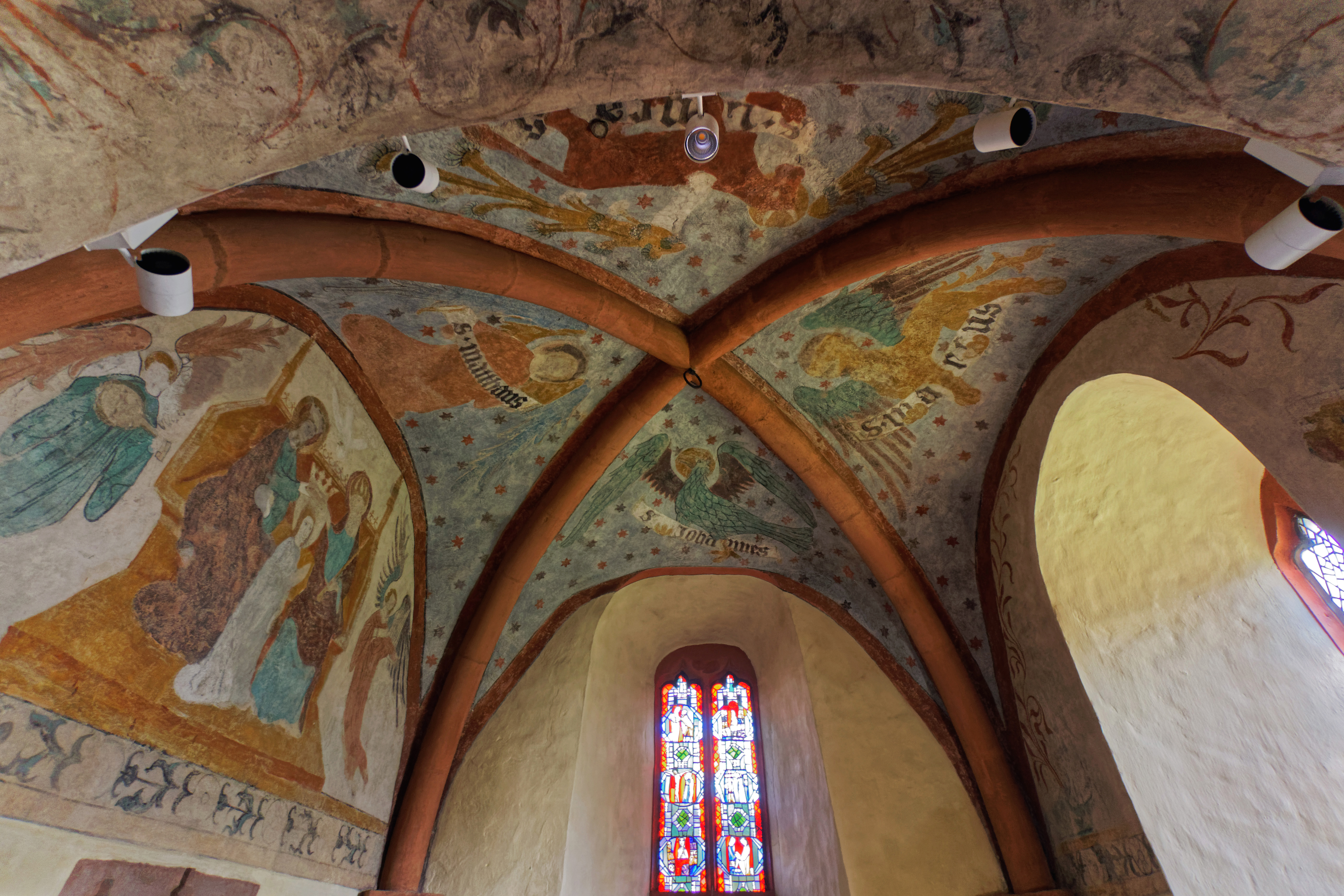
Darstellung der Evangelistensymbole im Chorgewölbe

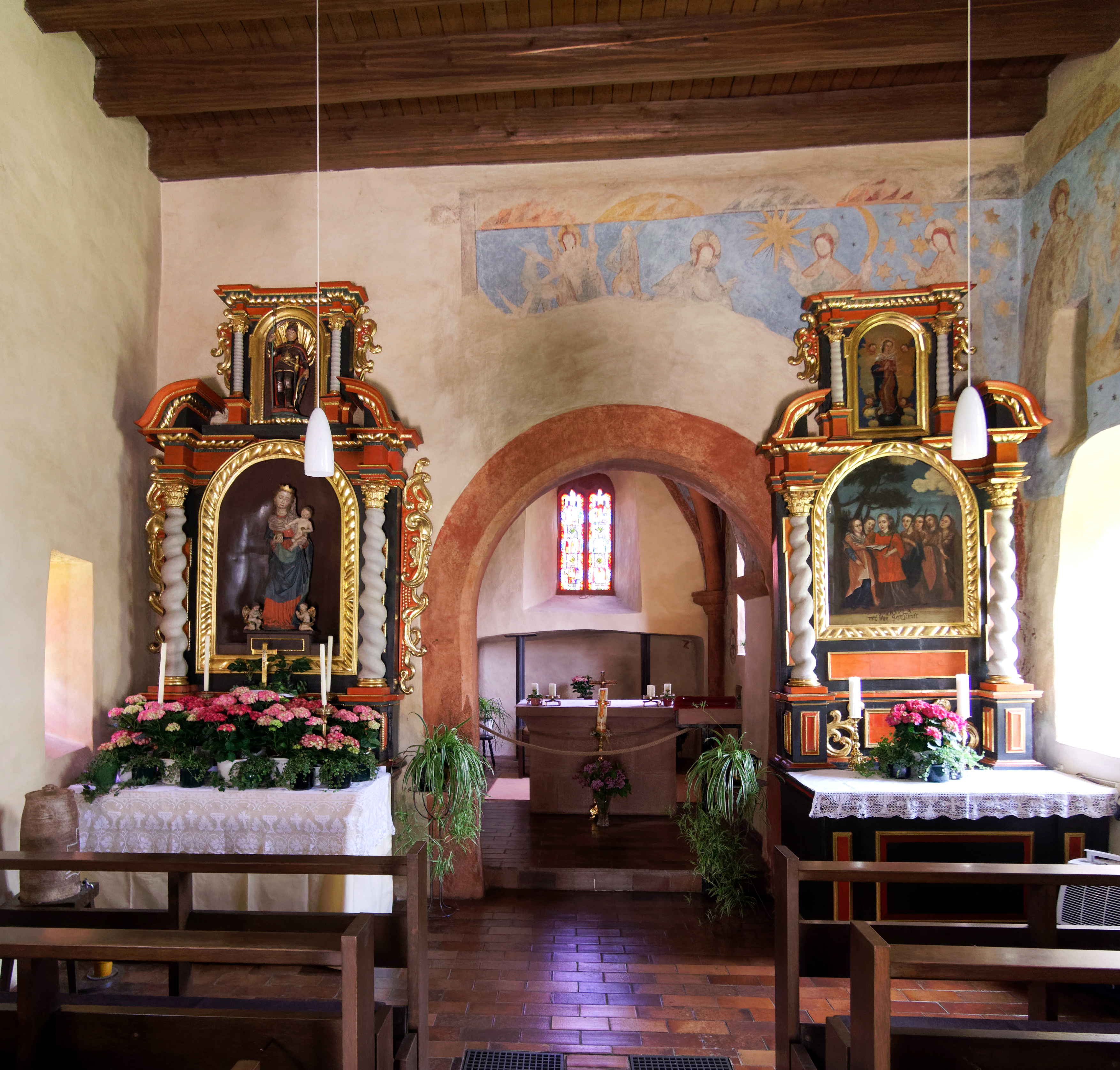
Blick zum Chor und den Altären

Bei den Wandmalereien der Mauritiuskirche in Hemsbach handelt es sich um eine so genannte Armenbibel, die den leseunkundigen Menschen des Mittelalters Szenen aus dem Alten und Neuen Testament bildlich vermitteln sollte.
Die älteste Malerei in der Kirche ist vermutlich die um 1350 entstandene Darstellung der Schöpfungsgeschichte, die sich vom Chorbogen aus über die gesamte rechte Wand des Kirchenschiffs erstreckt. Weitere Malereien zeigen Szenen aus dem neuen Testament, u. a. die Anbetung der Hirten, die Flucht nach Ägypten, den Einzug in Jerusalem, das letzte Abendmahl sowie den Judaskuss.
Das Deckengewölbe des Chors zeigt die Namen der vier Evangelisten mit ihren zugehörigen Symbolen: Mensch, Löwe, Stier und Adler und stammt vermutlich aus der Zeit um 1450. An der linken Chorwand befindet sich eine Darstellung der Krönung Mariens durch die heilige Dreifaltigkeit, die Szene wird von zwei musizierenden Engeln flankiert. Rechts im Chor ist eine apokalyptische Darstellung des Weltgerichts, bei der sich die armen Sünder bereits im Rachen des Höllenhundes befinden. Kirchenpatron St. Mauritius ist an der rechten Seitenwand der Apsis dargestellt.

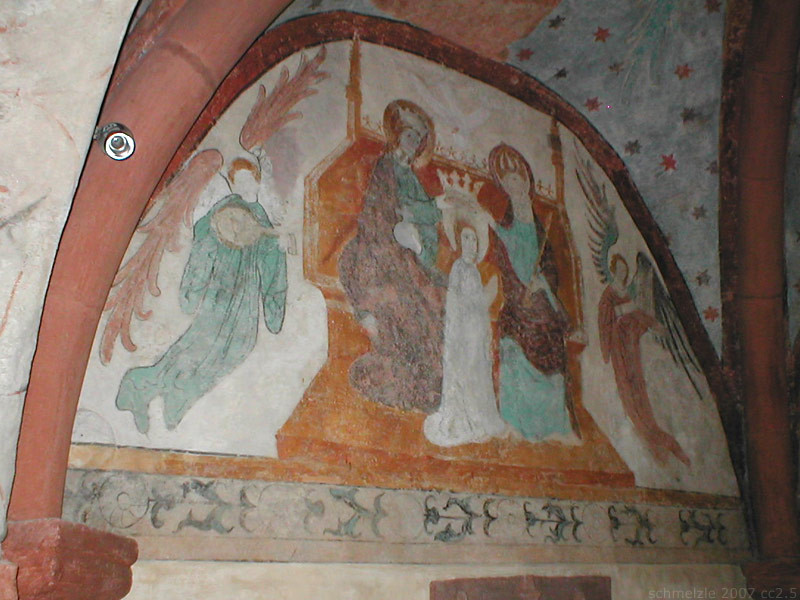
Marienkrönung
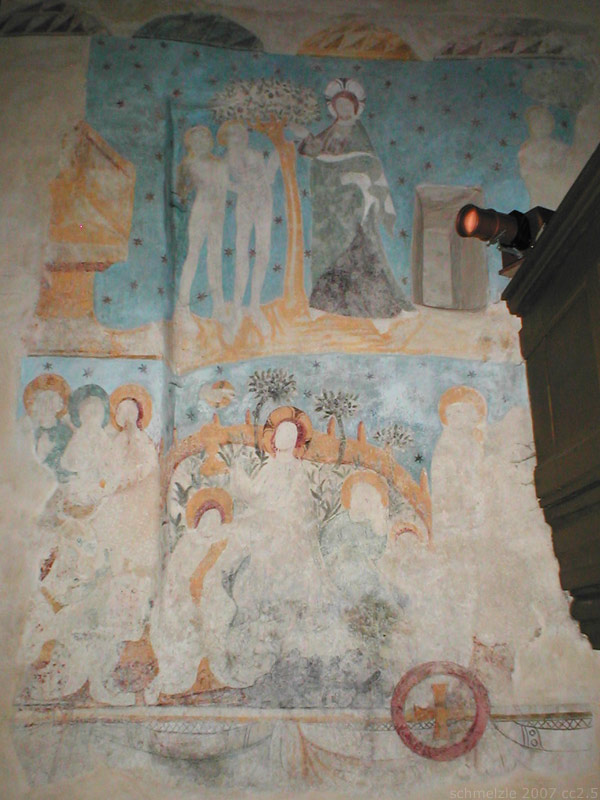
Teil der Schöpfungsgeschichte

## Altäre

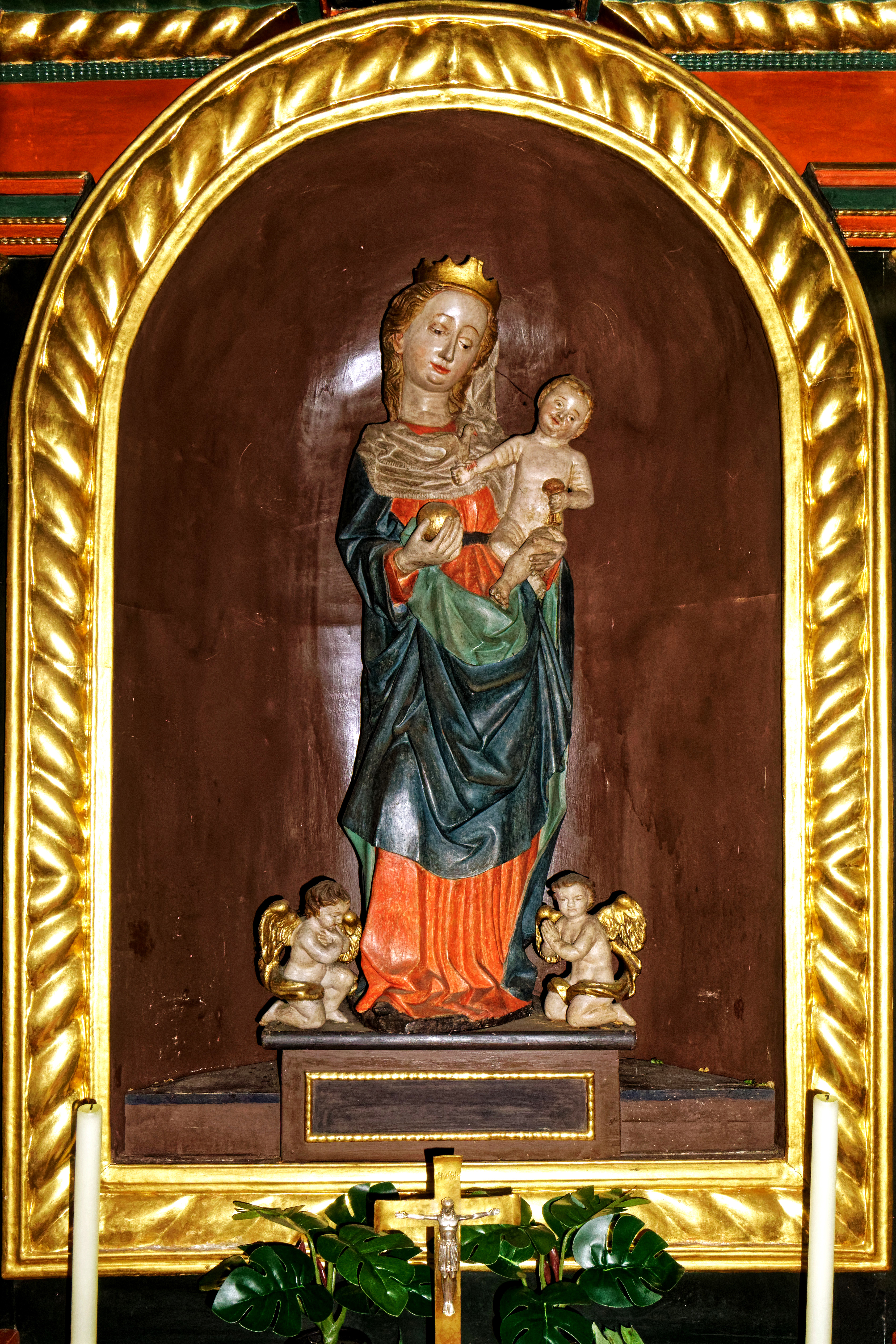
Terracotta-Madonna des Marienaltars

Die ältesten Beschreibungen der Altäre der Kirche nennen 1594 den Altar der „Heiligen Jungfrauen“ sowie einen Marienaltar. Ein Altar für Kirchenpatron Mauritius dagegen wird damals noch nicht genannt, hat sich aber später als dritter Altar in der Kirche befunden. Die Altäre wurden im Laufe der Zeit mehrfach ausgetauscht oder neu arrangiert. Die beiden heute noch erhaltenen barocken Altäre zu beiden Seiten des Chorbogens stammen aus dem späten 17. Jahrhundert. Der linke Altar wurde aus den einstigen Marien- und Mauritius-Altären zusammengefasst. Die Madonnenstatue ist aus Terracotta gefertigt und wird aufgrund des Saugbeutelchens in der Hand des Jesuskinds auf die Zeit zwischen 1480 und 1520 datiert. Die Statue stammt vermutlich aus Böhmen, da es eine entsprechende Holzplastik in der Prager Nationalgalerie gibt. Der rechte Altar zeigt die hl. Ursula von Köln mit ihren Gefährtinnen. Auf diesem Altar haben sich im 18. Jahrhundert die Jungfrauen-Statuen befunden. Der Hauptaltar ist ein schmuckloser Sandsteinaltar aus den 1960er Jahren.

## Glocken
Im Turm der Kirche befinden sich zwei Glocken. Die kleinere Glocke mit einem Gewicht von 75 kg stammt noch aus dem Mittelalter und trägt eine Minuskel-Umschrift. Aufgrund ihres Alters entging die Glocke der Einschmelzung im Ersten Weltkrieg. Eine damals eingeschmolzene 183 kg schwere Glocke aus dem 19. Jahrhundert wurde 1922 gegen eine 162 kg schwere Glocke mit der Inschrift „Hl. Mauritius, bitte für uns“ ersetzt. Eine einstmals vorhandene dritte Glocke aus dem 15. Jhd. wurde 1942 eingeschmolzen.